# Sky Serie
Sky Serie è un canale televisivo tematico italiano del gruppo Sky Italia dedicato alle serie televisive. Sintonizzato sul canale 112 e 113, è visibile all'interno del pacchetto "Sky TV" con "Sky HD", su Sky Go e Now. Il canale è diretto da Mattia Mariotti.

## Storia
Le trasmissioni del canale sono partite il 1º luglio 2021, in contemporanea con Sky Nature, Sky Investigation e Sky Documentaries. Dalla stessa data il canale ripropone alcuni anime già trasmessi da Man-ga.

## Programmi

### Serie televisive originali di Sky Italia

#### Serie televisive
- A casa tutti bene - La serie
- Call My Agent - Italia
- I delitti del BarLume (st. 12+)
- Hanno ucciso l'Uomo Ragno - La leggendaria storia degli 883
- Petra (st. 2)

#### Miniserie televisive
- Un amore
- Non ci resta che il crimine - La serie
- Ridatemi mia moglie

### Serie televisive originali di Sky UK
- A Discovery of Witches - Il manoscritto delle streghe (st. 3)
- Funny Woman - Una reginetta in TV
- I Hate Suzie (st. 2)
- The Lovers

### Serie televisive non originali
- Agenzia Roman - Case infestate
- L'amore e la vita - Call the Midwife (st. 6+)
- And Just Like That...
- L'assistente di volo - The Flight Attendant
- Avvocati di famiglia (st. 3-4)
- Beecham House
- Bel-Air (st. 2)
- Chicago Fire (ep. 189+)
- Chicago Med (ep. 113+)
- Chicago P.D. (ep. 158+)
- Creature grandi e piccole - Un veterinario di provincia
- The Endgame - La regina delle rapine
- Fantasy Island
- Gentleman Jack - Nessuna mi ha mai detto di no (st. 2)
- The Gilded Age
- Gossip Girl
- Hotel Portofino (st. 1-2)
- Ippocrate - Specializzandi in corsia
- Made for Love
- Maria Antonietta
- Mirage
- Monarch - La musica è un affare di famiglia
- Mr. Mayor
- Mr Selfridge (st. 2-4)
- Nurses - Nel cuore dell'emergenza
- L'opera
- Ordinary Joe
- Outlander (st. 6-8)
- Primo soccorso
- RFDS: Royal Flying Doctor Service
- Run - Fuga d'amore
- Sanditon (st. 2-3)
- I segreti di Grosse Pointe
- Il simbolo perduto
- Tell Me a Story
- Transplant
- Un amore senza tempo - The Time Traveler's Wife
- Young Rock

### Miniserie televisive
- Affari segreti di damigelle
- Amore (e guai) a Parigi
- Belgravia
- Belgravia: The Next Chapter
- Cryptid - L'incubo del lago
- Est - Dittatura Last Minute - Extended Version
- La favorita del re
- Gold Digger
- I Luminari - Il destino nelle stelle
- Il miniaturista
- The Pursuit of Love - Rincorrendo l'amore
- Tom Jones - Una storia d'amore

Prossimamente
- Outlander: Blood of My Blood
- Sherlock & Daughter